# Historia del Líbano

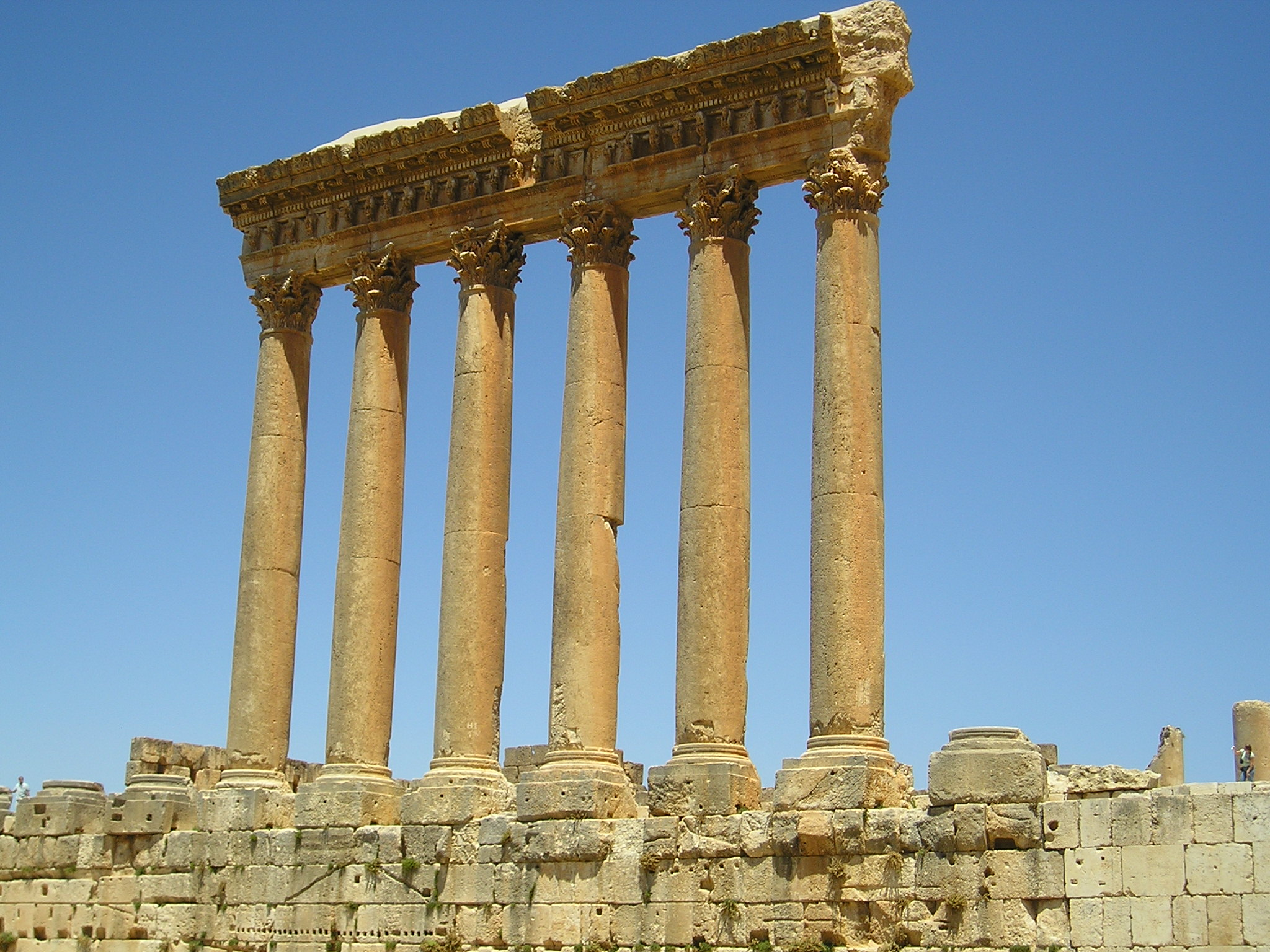
Fachada del templo de Júpiter-Helios en Baalbek, en el interior del Líbano. La estructura forma parte de una acrópolis romana del, construida en el emplazamiento de un antiguo santuario fenicio al dios Baal.

La historia del Líbano está marcada por su situación en el Levante Mediterráneo así como por su abundancia, en comparación con las regiones vecinas, de recursos naturales, especialmente agua y madera. La historia del Líbano está relacionada estrechamente con la de las regiones vecinas y los distintos pueblos y entidades que han habitado y gobernado la región; incluyendo fenicios, imperios mesopotámicos, griegos, romanos, árabes, cruzados, otomanos y franceses. Hallazgos arqueológicos muestran la presencia de poblaciones humanas desde el Paleolítico.
|  |

## Prehistoria
Ksar Akil, 10 kilómetros (6,2 mi) al noreste de Beirut, es un gran abrigo rocoso bajo un escarpado acantilado de piedra caliza donde las excavaciones han mostrado depósitos ocupacionales que llegan hasta una profundidad de 23,6 metros (25,8 yd) con una de las secuencias más largas de paleolítico sílex arqueológico es una industria muy bien conservada del Levalloiso-Mousteriense superior con restos de  lascas líticas largas y triangulares. El nivel superior muestra industrias que corresponden a las seis etapas del Paleolítico superior. En la primera etapa de este nivel (XXIV), a unos 15,2 metros (16,6 yd) por debajo del punto de referencia, se halló una punta Emireh con un esqueleto completo de un Homo sapiens de ocho años (llamado Egbert, actualmente en el Museo Nacional de Beirut tras ser estudiado en América) que se descubrió a 11,6 metros (12,7 yd), cementado en  brecha. Un fragmento de un neandertal maxilar también fue descubierto en material del nivel XXVI o XXV, a unos 15 metros (16,4 yd). Los estudios de Hooijer mostraron que la cabra y la dama eran dominantes en la fauna junto con Stephanorhinus en los niveles levalloiso-mousterienses posteriores.
Se cree que es uno de los primeros yacimientos conocidos que contienen tecnologías del Paleolítico Superior. Los artefactos recuperados en el yacimiento incluyen lascas de Ksar Akils, el principal tipo de herramienta encontrada en el yacimiento, junto con conchas con agujeros y modificaciones en los bordes astillados que se sugiere que fueron utilizadas como colgantes o cuentas. Esto indica que sus habitantes fueron de los primeros de Eurasia occidental en utilizar adornos personales. Los resultados de la datación por radiocarbono indican que los primeros humanos podrían haber vivido en el yacimiento hace aproximadamente 45.000 años o antes. La presencia de adornos personales en Ksar Akil sugiere la existencia de comportamiento humano moderno. Los hallazgos de ornamentos en el yacimiento son contemporáneos a los ornamentos encontrados en yacimientos de la Edad de Piedra tardía como Enkapune Ya Muto.

### Neolítico
El Neolítico comienza de manera muy temprana (hacia el 5000 a. C.) en la región del Líbano, al igual que en resto del Oriente Próximo. Hacia al 3500 a. C. comienzan a desarrollarse ciudades a orillas del Mediterráneo, mostrando los restos arqueológicos una acusada influencia de la cultura de Mesopotamia. A partir del 3000 a. C. existen muestras de comercio con Egipto. De este periodo son los restos más antiguos de la ciudad de Biblos. En torno a esta misma fecha se considera el comienzo de la Edad del Bronce en la región.

## Primeras ciudades

### Antiguo oriente próximo
Las primeras culturas prehistóricas del Líbano, como la cultura Qaraoun dieron lugar a la civilización del periodo cananeo, cuando la región estaba poblada por pueblos antiguos, que cultivaban la tierra y vivían en sociedades sofisticadas durante el II milenio a. C.. Los cananeos del norte se mencionan en la Biblia, así como en otros registros semíticos de ese periodo.
Los cananeos fueron los creadores del alfabeto de 24 letras más antiguo que se conoce, un acortamiento de alfabetos anteriores de 30 letras como la proto-sinaítica y el Ugarítico. Posteriormente, el alfabeto cananeo se convirtió en el Fenicio (con alfabetos hermanos hebreo, arameo y moabita), que influyó en toda la región mediterránea.
En torno al 2700 a. C., se produce una migración hacia la región de tribus semitas provenientes de Canaán, que se asentarán en ciudades del actual Líbano como Biblos, Sidón, Tiro o Berytos (Beirut) y de la actual Siria, como la ciudad portuaria de Ugarit. Son los que, posteriormente, serán denominados por los griegos como fenicios, es decir, rojos, probablemente debido al tinte rojo con el que comerciaban. En Los nueve libros de la Historia, en torno a la fundación de Tiro, Heródoto comenta:

Queriendo yo cerciorarme de esta materia donde quiera me fuese dable, y habiendo oído que en Tiro de Fenicia había un templo a Hércules dedicado, emprendí viaje para aquel punto. Lo vi, pues, ricamente adornado de copiosos donativos, y entre ellos dos vistosas columnas, una de oro acendrado en copela, otra de esmeralda, que de noche en gran manera resplandecía. Entré en plática con los sacerdotes de aquel dios, y preguntándoles desde cuando fue su templo erigido, hallé que tampoco iban acordes con los griegos acerca de Hércules, pues decían que aquel templo había sido fundado al mismo tiempo que la ciudad, y no contaban menos de 2300 años desde la fundación primera de Tiro.
Heródoto

Una de las ciudades más desarrolladas de este periodo fue Biblos, que se encontraba bajo la influencia política y comercial de Egipto, a quien exportaba madera de los bosques de cedro del Líbano que crecía en las tierras altas interiores. Con el final del Imperio Antiguo de Egipto, en torno a 2250 a. C., está influencia declina.
Hacia el 2000 a. C. comienza una migración de tribus nómadas amorreas que poco a poco irán volviéndose sedentarias en las ciudades de la costa libanesa, tras la cual, en torno al 1750 a. C., se produce la invasión de los hicsos, que llegaron hasta Egipto. Es durante este periodo cuando nace en la ciudad de Biblos el primer alfabeto, el cual representaba las consonantes. También en esta etapa comienzan las colonizaciones fenicias en torno las islas del Mediterráneo oriental. Así Tucídides, en Historia de la Guerra del Peloponeso I, 8 y Heródoto de nuevo en Los nueve libros de la Historia afirman: 

No menos piratas eran los isleños carios y fenicios. Habitaban gran parte de las islas y la prueba hela aquí: cuando Delos fue purificada por los atenienses en el transcurso de la guerra que nos ocupa (la del Peloponeso), y fueron abiertas las tumbas de los muertos que había en la isla, se encontraron con que más de la mitad eran carias
Tucídides

Allí mismo vi adorar a Hércules en otro edificio con el sobrenombre de Tasio, lo que me incitó a pasar a Taso, donde igualmente encontré un templo de aquel dios, fundado por los fenicios, que navegando en busca de Europa edificaron la ciudad de Taso, suceso anterior en cinco generaciones al nacimiento en Grecia de Hércules, hijo de Anfitrión.
Heródoto

En 1550 a. C., con la dinastía XVIII, Egipto expulsa a los hicsos de sus tierras y comienza una serie de campañas militares por Asia y Nubia. Menjeperra-Thutmose el sexto faraón de esta dinastía, llega a las costas cananeas, comenzando la dominación egipcia de la zona. Durante este periodo las ciudades-estado fenicias se aliaran con el Nuevo Imperio en sus campañas contra los hititas, que llegarán a ocupar Ugarit.

### Las migraciones semitas: Los fenicios
Hacia el 1200 a. C. se da un importante proceso migratorio hacia la región. Por una parte los llamados pueblos del mar que asuelan todo el Mediterráneo oriental, se asientan también en las costas fenicias expulsando a los egipcios. Por otra parte los israelitas, que venían migrando desde 1500 a. C., continúan su expansión por la costa del sur de Canaán, y tierra adentro, llegando desde la actual Jordania hasta las zonas montañosas del sur del Líbano. Así en el Antiguo Testamento se menciona:

Y estos son los reyes del país, a quienes derrotó Josué de esta parte de Jordán a poniente, desde Baal-gad, en la campiña del Líbano, hasta la pelada que sube hacia Seir, país que Josué repartío a las tribus de Israel por herencia, a cada cual su porción.

Además por este tiempo llegan los arameos a las tierras interiores de Siria y Líbano.
En esta etapa la ciudad de Tiro, anteriormente tributaria de Sidón, consigue una posición predominante entre las ciudades del litoral cananeo y patrocina numerosas expediciones y fundaciones coloniales por todas las costas mediterráneas, siendo colonias en puntos como Malta, la costa norte de África, llamada entonces Libia, o Sicilia, en la cual dice Tucídides tenían asentamientos en toda su costa.
La expansión fenicia continuó durante los siglos siguientes, llegando hasta la costa del noroccidental de África y los extremos occidentales del mar Mediterráneo, alcanzando incluso la costa del llamado mar Océano, actual océano Atlántico. En este proceso se fundaron ciudades como Gadir (Cádiz), Útica o Axis. En 814 a. C. cuenta la leyenda que se funda la ciudad de Cartago por Elisa o Dido, hermana de Pigmalión, rey de Tiro.
Las causas de estas colonizaciones pueden ser varias; desde la abundancia de plata en esas tierras, sumada al hecho de que, para los nativos, dicho metal no tenía valor, hasta la superpoblación de las metrópolis fenicias orientales

### Babilonia y Persia

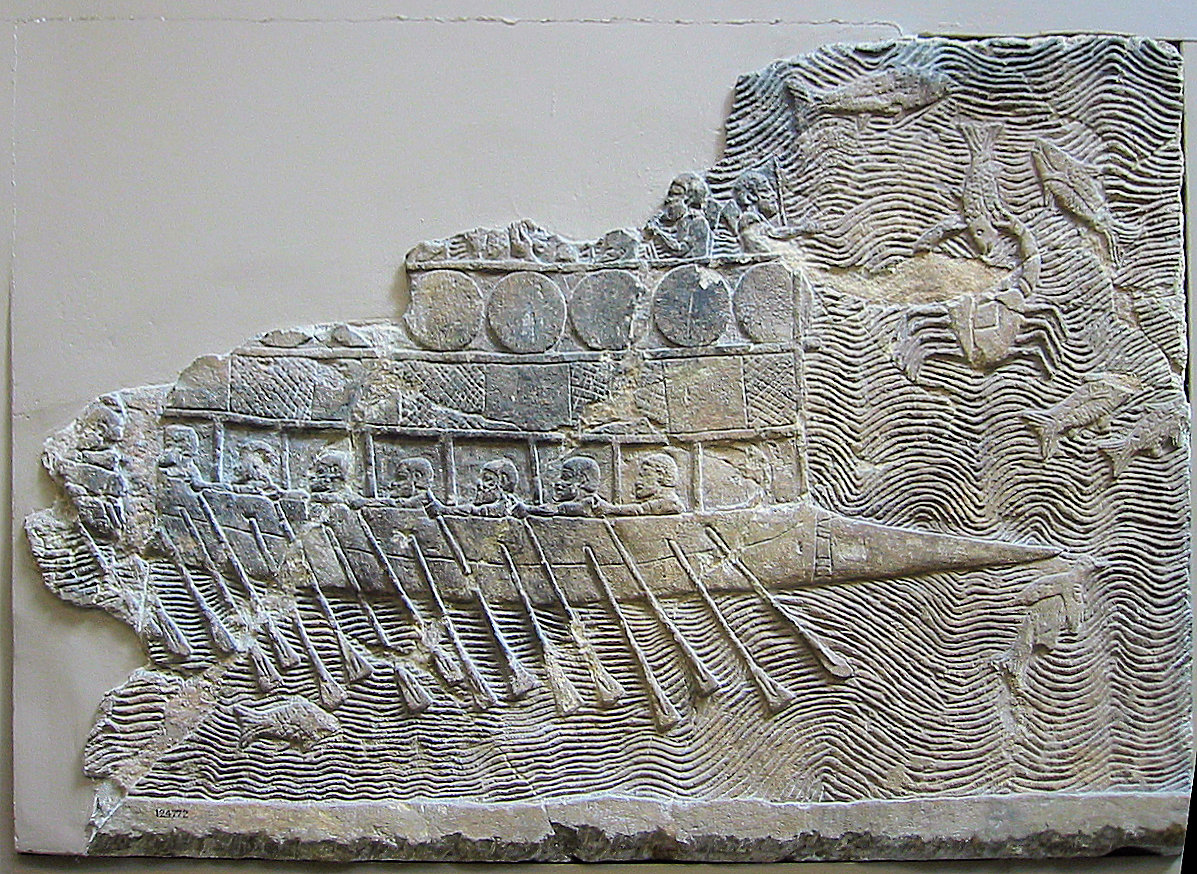
Grabado de un barco de guerra fenicio, en torno a 700-692 a. C. Representa la huida del rey Luli de Sidón en el ataque de Sargón II de Asiria a la ciudad. Originalmente parte del palacio de Senaquerib, actualmente en el Museo Británico – Palacio Suroeste, Sala VII, panel 11.

A mediados del siglo VIII a. C., el rey Tiglath-Pileser III (745 - 727 a. C.) de Asiria y Babilonia, se lanza a la conquista de las ciudades del norte de la costa fenicia, que hasta el momentro ofrecían le tributo. Tras él, Sargón II (722 - 705 a. C.) llegará a controlar la isla de Chipre y Senaquerib (705-681 a. C.), hijo y sucesor de Sargón II, conquistará la ciudad de Sidón. El periodo de la invasión babilonia será conocido por su dureza, por la que se produjeron algunas revueltas, como la que se sucedió en Tiro durante el reinado de Esarhaddon. La opresión babilónica fue tal vez uno de los motivos que favoreció la fundación de nuevas colonias, ya que es posible que muchos ciudadanos tratasen de huir a éstas, donde la administración babilónica no llegaba.
Está situación terminó cuando en 539 a. C. Ciro II el Grande de Persia conquista Babilonia, haciendo de Fenicia una satrapía. No parece que la administración persa fuese mal recibida, tal vez al ser vista como la libertadora de la ocupación babilónica. De hecho, durante las guerras médicas, la flota de guerra fenicia supuso el grueso de la fuerza naval persa, que se enfrentaba a las polis griegas.

## Historia

### Antigüedad clásica
Tras el declive gradual de su poderío, las ciudades-estado fenicias de la costa libanesa fueron conquistadas en 539 a. C. por el Imperio aqueménida. Persia bajo Ciro el Grande. Bajo Darío I, el área que comprendía Fenicia, Palestina, Siria y Chipre fue administrada en una sola satrapía y pagaba un tributo anual de trescientos cincuenta talentos. En comparación, Egipto y Libia pagaban setecientos talentos. Muchas colonias fenicias continuaron su existencia independiente -la más notable Cartago. Los persas obligaron a parte de la población a emigrar a Cartago, que siguió siendo una nación poderosa hasta la segunda guerra púnica.
Los fenicios de Tiro mostraron mayor solidaridad con su antigua colonia Cartago que lealtad hacia el rey persa Cambises, al negarse a navegar contra el primero cuando se lo ordenaron.
Los fenicios suministraron el grueso de la flota persa durante las  guerras greco-persas. Heródoto los considera como "los mejores marineros" de la flota persa. Los fenicios bajo Jerjes I fueron igualmente elogiados por su ingenio en la construcción del Canal de Jerjes. No obstante, fueron duramente castigados por el rey persa tras la Batalla de Salamina, que culminó con una derrota del Imperio aqueménida.
En 350 o 345 a. C., una rebelión en Sidón dirigida por Tennes fue aplastada por Artajerjes III. Su destrucción fue descrita por Diodoro Sículo.
Tras dos siglos de dominio persa, el gobernante macedonio, Alejandro Magno, durante su guerra contra Persia, atacó e incendió Tiro, la ciudad fenicia más prominente. Conquistó lo que hoy es el Líbano y otras regiones cercanas en el 332 a. C. Tras la muerte de Alejandro, la región fue absorbida por el Imperio seléucida y pasó a denominarse Coele-Siria.
El cristianismo fue introducido en la llanura costera del Líbano desde la vecina Galilea, ya en el siglo I. La región, al igual que el resto de Siria y gran parte de Anatolia, se convirtió en un importante centro del cristianismo. En el siglo IV se incorporó al Imperio bizantino cristiano. El monte Líbano y su llanura costera pasaron a formar parte de la diócesis de Oriente, dividida en las provincias de Siria Fenicia y Siria Libanesa (que también se extendía por amplias zonas de la actual Siria).
Durante finales del siglo IV y principios del siglo V, un ermitaño llamado  Marón estableció una tradición monástica, centrada en la importancia del monoteísmo y el ascetismo, cerca de la cordillera del monte Líbano. Los monjes que siguieron a Marón difundieron sus enseñanzas entre los cristianos libaneses nativos y los paganos que quedaban en las montañas y la costa del Líbano. Estos cristianos libaneses llegaron a ser conocidos como Maronitas, y se trasladaron a las montañas para evitar la persecución religiosa de las autoridades romanas. Durante las frecuentes Guerras romano-persas que duraron muchos siglos, los Persas sasánidas ocuparon lo que hoy es el Líbano desde el año 619 hasta el 629.

### Conquista de Alejandro Magno
En 336 a. C., con sólo veinte años, llega al trono del vecino Reino de Macedonia el joven Alejandro Magno. Su padre y predecesor, Filipo II de Macedonia había efectuado la conquista de nuevas tierras, especialmente en Grecia, y tras su asesinato, su hijo continuó esta expansión de manera aún más acentuada, dirigiéndose contra un antiguo enemigo de su reino, el Imperio persa.
Comenzó la conquista por Asia Menor, en donde los sátrapas persas de la región no ofrecieron demasiada resistencia hasta la batalla del Gránico, a orillas del riachuelo del mismo nombre. En la batalla Alejandro fue herido, aunque salvó la vida gracias a su amigo Clito Melas (el negro). Finalmente, la batalla terminó como una victoria rotunda del conquistador, tras la que muchas ciudades griegas de la costa occidental de la península de Anatolia y las islas Jónicas cayeron o se unieron a la causa del conquistador, facilitando el acceso desde los Balcanes a los anteriores territorios persas. Le siguió la conquista de algunas satrapías anatolas más; Licia, Panfilia y Frigia.
En torno al 333 a. C. el avance se encuentra estancado. Pero ese mismo año, estando Alejandro en la ciudad de Tarso, en la costa sur anatola, recibe noticias de que el rey Darío III de Persia estaba organizando una contraofensiva. Para tratar de impedir que alcanzara la flota persa, amarrada en los puertos de la costa fenicia y cananea, manda avanzar hacia el sur para tomar la costa alrededor de Issos, una llanura situada cerca de la costa siria. Con la llegada del ejército persa se producirá la batalla de Isos, en la que participa el rey persa en persona y en la que Alejandro resultará de nuevo vencedor, teniendo que huir el primero hacia el este. Una contraofensiva marítima de los persas en el mar Egeo, al mando de Memnón de Rodas y su flota, puso en peligro a la Grecia continental, pero esta amenaza se detuvo después de la victoria de Alejandro sobre Darío III en la batalla de Isos.
Tras esto, Alejandro conquista fácilmente Fenicia, con excepción de la isla de Tiro, a la que debe someter a un largo asedio (de enero a agosto de 332 a. C.), conocido como el Sitio de Tiro. En ese momento termina el periodo de dominación persa de la región del actual Líbano, comenzando el periodo helénico o macedónico y con él, la historia.
Tras la conquista de Tiro, Alejandro se dirigirá a Egipto, donde se hace proclamar 'Hijo de Amón', título reservado solo para los faraones y finalmente invadirá Bactriana y el resto de Persia, llevando a su ejército a atravesar el Parapamisos y a dominar el valle del Indo, en la actual India.

### Imperio seléucida
Con la muerte de Alejandro Magno, su imperio quedará dividido entre sus generales. El territorio correspondiente al actual Líbano, Anatolia, parte de Siria y Mesopotamia será administrado por Seleuco I Nicátor, y posteriormente por la dinastía que fundará: los seléucidas.

### Sultanato mameluco
El control musulmán del Líbano se restableció a finales del siglo XIII bajo el sultanato mameluco de Egipto. Posteriormente, el Líbano fue disputado entre gobernantes musulmanes hasta que el Imperio otomano turco consolidó su autoridad sobre el Mediterráneo oriental.
El control otomano fue indiscutible durante la Edad Moderna, pero la costa libanesa adquirió importancia por sus contactos y comercio con las repúblicas marítimas de Venecia, Génova y otras ciudades-estado de Italia. 
El territorio montañoso del Monte Líbano ha sido durante mucho tiempo refugio de grupos minoritarios y perseguidos, entre ellos su histórica Maronita y las comunidades drusas. Fue una región autónoma del Imperio otomano.

### Imperio otomano (1516-1918)
A partir del siglo XIII, los turcos otomanos formaron un imperio que llegó a abarcar los Balcanes, Oriente Próximo y el norte de África. El sultán otomano Selim I (1516-20), tras derrotar a los persas, conquistó a los mamelucos. Sus tropas, al invadir Siria, destruyeron la resistencia mameluca en 1516 en la Marj Dabiq, al norte de Alepo.
Durante el conflicto entre los mamelucos y los otomanos, los emires del Líbano vincularon su destino al de Ghazali, gobernador (pachá) de Damasco. Se ganó la confianza de los otomanos luchando de su lado en Marj Dabiq y, aparentemente satisfecho con el comportamiento de los emires libaneses, los presentó a Salim I cuando éste entró en Damasco. Salim I decidió conceder a los emires libaneses un estatus semiautónomo. Los otomanos, a través de las dos principales familias feudales, la Maans que eran drusos y la Chehabs que eran árabes musulmanes suníes convertidos al cristianismo maronita, gobernaron Líbano hasta mediados del siglo XIX. Durante el dominio otomano, el término Siria se utilizaba para designar el área aproximada que incluía los actuales Líbano, Siria, Jordania e Israel/Palestina.

### Finales delsigloXIXy principios delXX

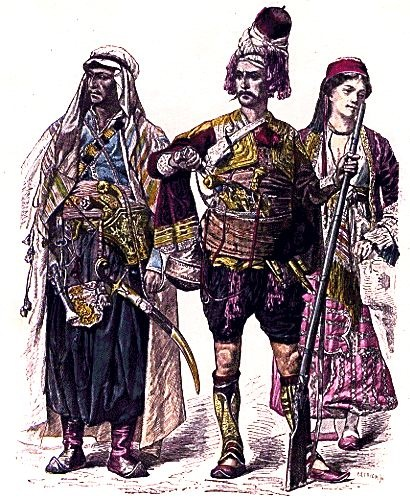
Vestimenta libanesa de finales del

Los católicos maronitas y los drusos fundaron el Líbano moderno a principios del siglo XVIII, mediante el sistema social y de gobierno conocido como "dualismo maronita-druso" en el Mutasarrifato del Monte Líbano.
El resto del siglo XIX conoció un periodo de relativa estabilidad, ya que los grupos musulmanes, drusos y maronitas se centraron en el desarrollo económico y cultural, que vio la fundación de la Universidad Americana de Beirut y un florecimiento de la actividad literaria y política asociada a los intentos de liberalización del Imperio otomano. A finales de siglo se produjo un breve levantamiento druso por la extrema dureza del gobierno y las elevadas tasas impositivas, pero hubo mucha menos violencia de la que había asolado la zona a principios de siglo.
En vísperas de la Primera Guerra Mundial, Beirut se convirtió en centro de diversos movimientos reformistas, y enviaría delegados a la Conferencia árabe siria y a la Conferencia franco-siria celebradas en París. Hubo un complejo abanico de soluciones, desde el nacionalismo panárabe hasta el separatismo de Beirut, pasando por varios movimientos de statu quo que buscaban la estabilidad y la reforma en el contexto del gobierno otomano. La revolución de los Jóvenes Turcos hizo que estos movimientos pasaran al frente, con la esperanza de que la reforma del Imperio otomano condujera a reformas más amplias. El estallido de las hostilidades cambió esta situación, ya que Líbano iba a sentir el peso del conflicto en Oriente Próximo con más fuerza que la mayoría de las demás zonas ocupadas por los sirios.

#### Gran Hambruna del Monte Líbano (1915–1918)
"Perdieron a muchos seres queridos durante aquella época. Mi padre dijo una vez que las familias ricas sobrevivían porque podían sobornar y conseguir suministros en el mercado negro. Eran los parados, la clase media y los pobres los que morían en las calles."
Teresa Michel, hija de supervivientes de la hambruna.

Aproximadamente, la mitad de la población de la subdivisión del Monte Líbano, en su inmensa mayoría maronita, murió de hambre (200.000 muertos de los 400.000 de la población total) a lo largo de los años 1915-1918, durante lo que hoy se conoce como la Gran Hambruna del Monte Líbano, como consecuencia de una combinación mixta de malas cosechas, prácticas de gobierno punitivas, bloqueo naval de la costa por los Aliados y prohibición militar otomana de las exportaciones de Siria al Líbano, durante la Primera Guerra Mundial. Los cadáveres se amontonaban en las calles y los hambrientos civiles libaneses llegaron a alimentarse de animales callejeros, mientras que algunos, incluso, recurrían al canibalismo.

## Mandato de la Sociedad de Naciones (1920-1939)

Gran Líbano (verde) en el Mandato francés de Siria y el Líbano.

Tras el colapso del Imperio otomano después de la Primera Guerra Mundial, la Sociedad de Naciones otorgó el mandato de las cinco provincias que conforman el actual Líbano al control directo de Francia. En un principio, el reparto de las zonas de habla árabe del Imperio otomano se iba a realizar mediante el Acuerdo Sykes-Picot; sin embargo, la disposición final se tomó en la conferencia de San Remo de 1920, cuyas determinaciones sobre los mandatos, sus fronteras, fines y organización fueron ratificadas por la Sociedad de Naciones en 1921 y puestas en vigor en 1922.
Según los acuerdos alcanzados en San Remo, Francia vio reconocido su control sobre lo que se denominó Siria, ya que los franceses habían tomado Damasco en 1920. Al igual que todas las antiguas zonas otomanas, Siria era un Mandato de clase A, donde se consideraba que "... han alcanzado una etapa de desarrollo en la que su existencia como naciones independientes puede ser reconocida provisionalmente, sujeta a la prestación de asesoramiento y asistencia administrativa por parte de un Mandatario hasta el momento en que puedan valerse por sí mismas. Los deseos de estas comunidades deben ser una consideración principal en la selección del Mandatario". 

Bandera del Gran Líbano durante el mandato francés (1920–1943).

Toda la zona del mandato francés se denominaba entonces "Siria", incluidos los distritos administrativos a lo largo de la costa mediterránea. Francia, que quería aumentar al máximo la zona bajo su control directo, contenía una Siria árabe centrada en Damasco. Para garantizar una frontera defendible, trasladó la frontera sirio-libanesa a la cordillera del Antilíbano, al este del valle de la Becá, territorio que históricamente había pertenecido a la provincia de Damasco durante cientos de años y estaba mucho más unido a Damasco que a Beirut por cultura e influencia. Se duplicaba así el territorio bajo control de Beirut, a expensas de lo que se convertiría en el Estado de Siria.
El 27 de octubre de 1919, la delegación libanesa encabezada por el patriarca maronita Elías Hoayek presentó las aspiraciones libanesas en un memorando a la Conferencia de Paz de París. Esto incluía una extensión significativa de las fronteras del Mutasarrifato del Líbano, argumentando que las áreas adicionales constituían partes naturales del Líbano, a pesar del hecho de que la comunidad cristiana no tendría una clara mayoría en un estado tan ampliado. La búsqueda de la anexión de tierras agrícolas en la Becá y Accar se vio alimentada por temores existenciales tras la muerte de casi la mitad de la población del Mutasarrifato del Monte Líbano durante la Gran Hambruna. La Iglesia maronita y los líderes laicos buscaban un Estado que pudiera mantener mejor a su población. Las zonas que se añadirían al Mutasarrifato incluían las ciudades costeras de Beirut, Trípoli, Sidón y Tiro y sus respectivas zonas del interior, todas ellas pertenecientes al valiato de Beirut, junto con cuatro kazas del valiato de Siria (Baalbek, la Becá, Rachaiya y Hasbaya).
Como consecuencia de todo esto, también se alteró profundamente la demografía del Líbano, ya que el territorio añadido contenía población predominantemente musulmana o drusa. Los cristianos libaneses, de los que los maronitas eran el grupo más numeroso, apenas superaban el 50% de la población, mientras que los musulmanes suníes se multiplicaban por ocho y los chiíes por cuatro. La constitución del Líbano moderno, redactada en 1926, especificaba un equilibrio de poder entre los diversos grupos religiosos, pero Francia la diseñó para garantizar el dominio político de sus aliados cristianos. El presidente debía ser cristiano (en la práctica, maronita), y el primer ministro, musulmán suní. Basándose en el censo de 1932, los escaños del parlamento se dividían según una proporción de seis a cinco entre cristianos y musulmanes. La constitución otorgaba al presidente poder de veto sobre cualquier legislación aprobada por el parlamento, lo que prácticamente garantizaba que la proporción 6:5 no se revisaría en caso de que cambiara la distribución de la población. En 1960, se pensaba que los musulmanes constituían la mayoría de la población, lo que contribuyó al malestar musulmán respecto al sistema político.

## Segunda Guerra Mundial e independencia

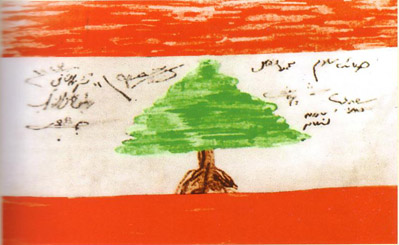
Bandera dibujada y aprobada por los miembros del parlamento libanés durante la declaración de independencia en 1943.

Durante la Segunda Guerra Mundial, cuando el gobierno de Vichy asumió el poder sobre el territorio francés en 1940, el general Henri Fernand Dentz fue nombrado alto comisionado del Líbano. Este nuevo giro provocó la dimisión del presidente libanés Émile Eddé el 4 de abril de 1941. A los cinco días, Dentz nombró a Alfred Naccache para una presidencia que duró sólo tres meses. Las autoridades de Vichy permitieron a la Alemania nazi trasladar aviones y suministros a través de Siria hasta Irak, donde fueron utilizados contra las fuerzas británicas. Gran Bretaña, temiendo que la Alemania nazi se hiciera con el control total de Líbano y Siria, presionando al débil gobierno de Vichy, envió su ejército a Siria y Líbano.
Tras el fin de los combates en Líbano, el general Charles de Gaulle visitó la zona. Bajo diversas presiones políticas tanto de dentro como de fuera del Líbano, de Gaulle decidió reconocer la independencia del Líbano. El 26 de noviembre de 1941, el general Georges Catroux anunció que Líbano se independizaría bajo la autoridad del gobierno de la Francia Libre. 
En 1943 se celebraron elecciones y el 8 de noviembre de 1943, el nuevo gobierno libanés abolió unilateralmente el Mandato. Los franceses reaccionaron encarcelando al nuevo gobierno. Ante la presión internacional, los franceses liberaron a los funcionarios del gobierno el 22 de noviembre de 1943 y aceptaron la independencia de Líbano.

## República del Líbano

### Independencia y años siguientes

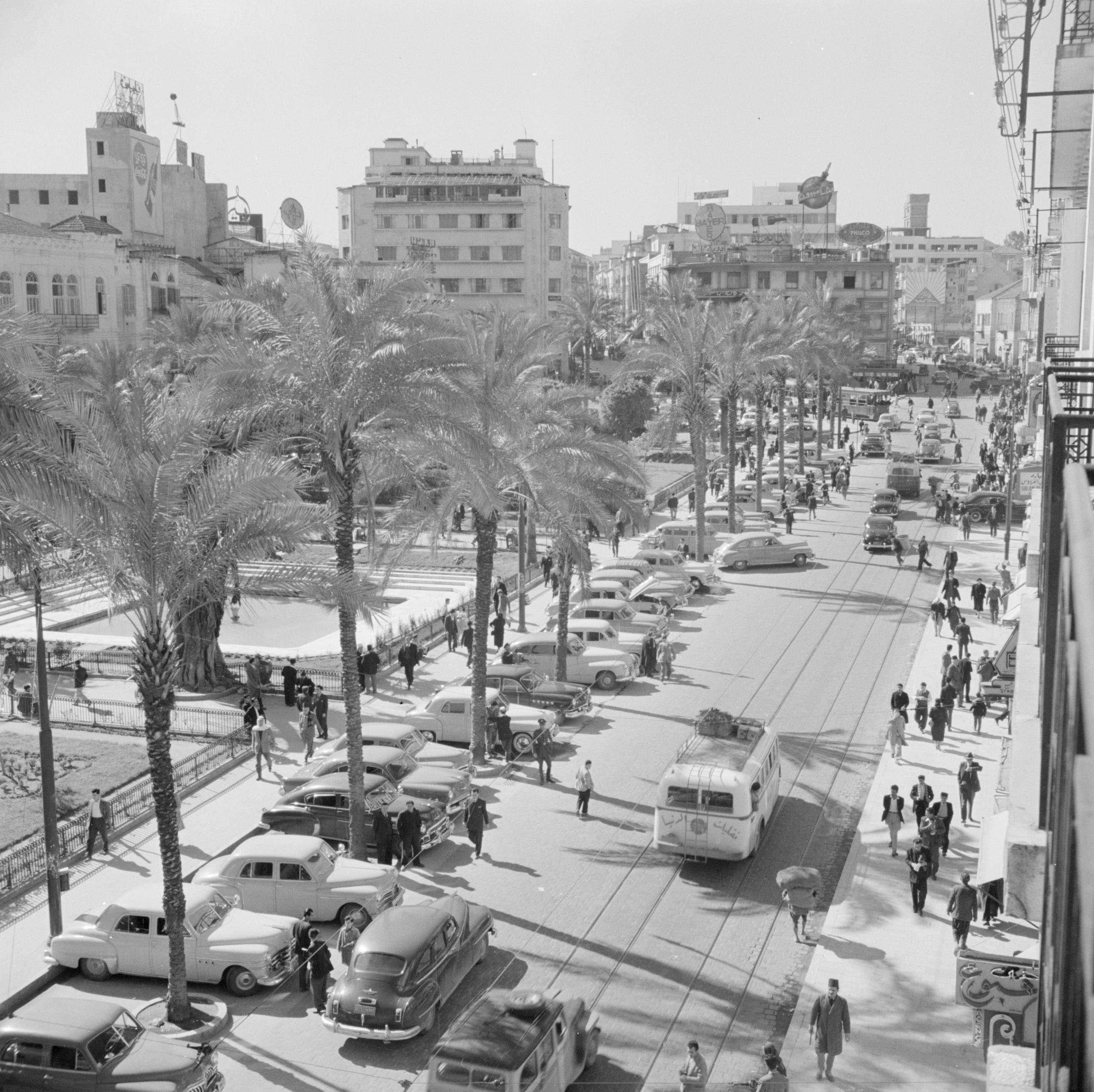
Beirut en 1950

Los aliados mantuvieron la región bajo control hasta el final de la Segunda Guerra Mundial. Las últimas tropas francesas se retiraron en 1946.
La historia de Líbano desde su independencia se ha caracterizado por la alternancia de periodos de estabilidad política y agitación, intercalados con una prosperidad basada en la posición de Beirut como centro regional de libre comercio y finanzas. Beirut se convirtió en un lugar privilegiado para las instituciones del comercio y las finanzas internacionales, así como para los turistas adinerados, y gozó de la reputación de ser el "París de Oriente Próximo" hasta el estallido de la guerra civil libanesa.
Tras la guerra árabe-israelí de 1948, Líbano se convirtió en el hogar de más de 110 000 refugiados palestinos.

### Prosperidad económica y tensiones crecientes
En 1958, durante los últimos meses del mandato del presidente Camille Chamoun, estalló la una insurrección, y 5 000  Marines de Estados Unidos fueron enviados brevemente a Beirut el 15 de julio en respuesta a un llamamiento del gobierno. Tras la crisis, se formó un nuevo gobierno, dirigido por el popular ex general Fuad Chehab.
Durante la década de 1960, Líbano disfrutó de un periodo de relativa calma, con un turismo centrado en Beirut y una prosperidad impulsada por el sector bancario. Líbano alcanzó la cima de su éxito económico a mediados de la década de 1960: los estados árabes del Golfo Pérsico, ricos en petróleo, consideraban al país como un bastión de la fortaleza económica. cuyos fondos hicieron de Líbano una de las economías de más rápido crecimiento del mundo. Este período de estabilidad económica y prosperidad se interrumpió bruscamente con la quiebra del Yousef Beidas e Intra Bank, el mayor banco y eje financiero del país, en 1966.